# Bandar Panjang Tuo
Bandar Panjang Tuo is een bestuurslaag in het regentschap Mandailing Natal van de provincie Noord-Sumatra, Indonesië. Bandar Panjang Tuo telt 384 inwoners (volkstelling 2010).